# Saint Vitus (альбом)
| Оценки критиков | Оценки критиков |
| Источник        | Оценка          |
| --------------- | --------------- |
| Allmusic        | [ 1 ]           |

Saint Vitus — дебютный студийный альбом американской дум-метал-группы Saint Vitus, выпущенный в феврале 1984 года лейблом SST Records. Записан в студии Total Access, Редондо-Бич, Калифорния. По словам гитариста группы Дэйва Чендлера, коллектив записал альбом ещё в 1982-м, однако релиз отложили на два года из-за судебных разбирательств, касающихся SST Records. Saint Vitus вышел на виниловом диске и на CD. Считается одним из первых альбомов в жанре дум-метал вместе с Psalm 9 Trouble.

## Список композиций
| №  | Название                  | Длительность |
| -- | ------------------------- | ------------ |
| 1. | «Saint Vitus»             | 4:49         |
| 2. | «White Magic/Black Magic» | 5:27         |
| 3. | «Zombie Hunger»           | 7:22         |

| №                   | Название            | Длительность |
| ------------------- | ------------------- | ------------ |
| 1.                  | «The Psychopath»    | 9:26         |
| 2.                  | «Burial at Sea»     | 8:39         |
| Общая длительность: | Общая длительность: | 35:43        |

## Участники записи
- Скотт Риджерс — вокал
- Дэйв Чендлер — гитара
- Марк Адамс — бас-гитара
- Армандо Акоста — ударные